# Diatenes quadrisignata
Diatenes quadrisignata är en fjärilsart som beskrevs av Walker 1858. Diatenes quadrisignata ingår i släktet Diatenes och familjen nattflyn. Inga underarter finns listade i Catalogue of Life.